# Cortix
Ne doit pas être confondu avec Cortex.
Cortix est une agence web française dont le siège se trouve à Mérignac. Cette société est spécialisée dans la conception de sites web pour PME, TPE et travailleurs indépendants. De droit français, elle est cotée à la Bourse de Paris depuis décembre 2007 et possède plusieurs agences en Europe.
Ses méthodes de vente font également l'objet d'une vive polémique. Depuis début 2010, la société affronte des difficultés financières et est placée en liquidation judiciaire en août 2012 avant d'être reprise par Webformance (Publicis Groupe) en septembre de la même année (puis devenue Proximedia en 2015).

## Historique
La société Cortix est créée en 1999 par Hassane Hamza à Mérignac en Gironde. Une agence commerciale à Toulouse en juin 2002, la société se développe et crée un réseau d'agences dans plusieurs grandes villes françaises (Rennes, Toulon, etc.). Vingt-sept agences sont en activités dans le monde (principalement en France) au début du second semestre 2008-2009.
Depuis 2007, la société se développe au niveau européen avec l'ouverture d'agences en Espagne, en Belgique, aux Pays-Bas, en Allemagne, en Suisse et en Irlande. Mi-2008, Cortix compte quatorze agences en France et treize agences hors de France, soit 425 salariés en juin 2008.
La plus grande partie de la production et du suivi des sites web créés par Cortix se fait en Tunisie depuis 2004, année de l'ouverture de la première agence Cortix dans ce pays,. 
Le 21 décembre 2007, Cortix est admise sur l'Alternext de NYSE Euronext.
En février 2010, la société demande au tribunal de commerce de Bordeaux de la placer en procédure de sauvegarde et elle demande la suspension de sa cotation en Bourse. Cortix fait face à des difficultés de trésorerie à la suite de la crise financière de 2008 qui a réduit son chiffre d'affaires et multiplié les défauts de paiement de ses clients. Elle compte alors 350 salariés, soit 200 de moins qu'à son apogée. Outre son centre d'appel tunisien, elle n'est plus présente qu'en Irlande, Espagne, Belgique et Suisse.
En août 2012, Cortix est placée en liquidation judiciaire, son activité se poursuivant pendant deux mois, en attente d'un repreneur. La société est reprise par Webformance, une filiale de Publicis, le 6 septembre 2012 pour un montant de 600 000 euros,. En 2015 Webformance fusionne avec Proximedia en 2015 dont elle reprend le nom.

## Activités
La société développe des sites internet pour des entreprises de taille modeste ou moyenne. Elle se définit elle-même comme « une web agency » spécialisée dans la « création de sites internet et intranet, web-design, hébergement,  référencement, conception graphique et multimédia ».

## Polémique sur la méthode de vente
La société Cortix fait l'objet de nombreuses plaintes pour tromperie,. S'estimant victimes de Cortix, des clients ont constitué deux associations et porté leur différend devant le Tribunal de grande instance de Bobigny début 2008, se joignant à la plainte pour abus de confiance précédemment déposée au Tribunal de grande instance de Bordeaux dès 2006 par des clients mécontents.
Sa méthode de vente one shot est critiquée, ainsi qu'une démarche commerciale consistant à proposer un site Web avec une simple participation aux frais d'hébergement, qui est en fait un contrat d'hébergeur web de 48 mois coûtant plus de 1 000 euros par année, et qui laisse toute la propriété intellectuelle à Cortix en fin de contrat. 
Le fondateur de l'entreprise, Hassane Hamza, évoque en retour une « véritable campagne de dénigrement ». Le différend portant en particulier sur la durée du contrat de prestation de services, la société explique que « les sociétés de location financière partenaires de Cortix sont nommément désignées dans le contrat signé par le client, de même que la nature ferme de la durée du contrat qui est indiquée sur le formulaire constituant la première page du contrat de licence ». Citant le rapport d'un cabinet d'intelligence économique, Kroll, auquel la société a fait appel, Cortix dénonce « l’action sous-jacente d’un concurrent », sans toutefois le nommer.
En avril 2009, par ordonnance de référé au Tribunal de commerce de Paris, la société Cortix est déboutée de toutes ses demandes, notamment celle visant à ne pas référencer plusieurs sites Web critiquant ses méthodes de ventes, et condamnée à payer à titre provisionnel à Google une somme de 15 000 € à titre de dommages et intérêts pour procédure abusive.